# Championnats du monde d'Ironman 70.3 2010
Navigation
Édition précédente Édition suivante
Les championnats du monde d'Ironman 70.3 2010 se déroule le 13 novembre 2010 à Clearwater en Floride. Ils sont organisés par la World Triathlon Corporation.

## Résultats du championnat du monde

### Hommes
| Pos.    | Temps           | Nom               | Pays       | Détail temps | Détail temps | Détail temps    | Détail temps | Détail temps    |
| Pos.    | Temps           | Nom               | Pays       | Natation     | T1           | Cyclisme        | T2           | Course à pied   |
| ------- | --------------- | ----------------- | ---------- | ------------ | ------------ | --------------- | ------------ | --------------- |
|         | 3 h 41 min 19 s | Michael Raelert   | Allemagne  | 24 min 16 s  | 1 min 40 s   | 2 h 03 min 58 s | 1 min 28 s   | 1 h 09 min 57 s |
|         | 3 h 42 min 56 s | Filip Ospalý      | Tchéquie   | 23 min 19 s  | 1 min 49 s   | 2 h 04 min 56 s | 1 min 28 s   | 1 h 11 min 24 s |
|         | 3 h 44 min 18 s | Timothy O'Donnell | États-Unis | 23 min 20 s  | 1 min 46 s   | 2 h 04 min 52 s | 1 min 37 s   | 1 h 12 min 43 s |
| 4       | 3 h 44 min 48 s | Joseph Gambles    | Australie  | 24 min 18 s  | 1 min 53 s   | 2 h 02 min 24 s | 1 min 34 s   | 1 h 14 min 39 s |
| 5       | 3 h 45 min 33 s | Richie Cunningham | Australie  | 23 min 54 s  | 1 min 50 s   | 2 h 04 min 17 s | 1 min 34 s   | 1 h 13 min 58 s |
| 6       | 3 h 45 min 46 s | Igor Amorelli     | Brésil     | 24 min 14 s  | 1 min 54 s   | 2 h 03 min 58 s | 1 min 42 s   | 1 h 13 min 58 s |
| 7       | 3 h 47 min 15 s | Daniel Fontana    | Italie     | 23 min 19 s  | 1 min 46 s   | 2 h 08 min 12 s | 1 min 34 s   | 1 h 12 min 24 s |
| 8       | 3 h 47 min 32 s | Kevin Collington  | États-Unis | 24 min 16 s  | 2 min 05 s   | 2 h 07 min 03 s | 1 min 36 s   | 1 h 12 min 32 s |
| 9       | 3 h 48 min 13 s | Matthew Reed      | États-Unis | 23 min 25 s  | 2 min 09 s   | 2 h 04 min 24 s | 1 min 38 s   | 1 h 16 min 37 s |
| 10      | 3 h 48 min 33 s | Christopher Legh  | Australie  | 25 min 37 s  | 1 min 57 s   | 2 h 05 min 45 s | 1 min 41 s   | 1 h 13 min 33 s |
| Source: |                 |                   |            |              |              |                 |              |                 |

### Femmes
| Pos.    | Temps           | Nom               | Pays        | Détail temps | Détail temps | Détail temps    | Détail temps | Détail temps    |
| Pos.    | Temps           | Nom               | Pays        | Natation     | T1           | Cyclisme        | T2           | Course à pied   |
| ------- | --------------- | ----------------- | ----------- | ------------ | ------------ | --------------- | ------------ | --------------- |
|         | 4 h 06 min 28 s | Jodie Swallow     | Royaume-Uni | 24 min 20 s  | 1 min 51 s   | 2 h 16 min 37 s | 1 min 41 s   | 1 h 21 min 59 s |
|         | 4 h 12 min 34 s | Leanda Cave       | Royaume-Uni | 25 min 56 s  | 2 min 10 s   | 2 h 18 min 57 s | 2 min 16 s   | 1 h 23 min 15 s |
|         | 4 h 13 min 04 s | Magali Tisseyre   | Canada      | 27 min 22 s  | 2 min 01 s   | 2 h 19 min 25 s | 1 min 48 s   | 1 h 22 min 28 s |
| 4       | 4 h 13 min 32 s | Amanda Stevens    | États-Unis  | 25 min 13 s  | 2 min 07 s   | 2 h 19 min 43 s | 1 min 42 s   | 1 h 24 min 47 s |
| 5       | 4 h 17 min 08 s | Heather Jackson   | États-Unis  | 31 min 51 s  | 2 min 26 s   | 2 h 16 min 03 s | 1 min 46 s   | 1 h 25 min 02 s |
| 6       | 4 h 18 min 01 s | Lesley Paterson   | Royaume-Uni | 30 min 23 s  | 2 min 19 s   | 2 h 18 min 19 s | 1 min 53 s   | 1 h 25 min 07 s |
| 7       | 4 h 18 min 40 s | Angela Naeth      | Canada      | 30 min 30 s  | 2 min 13 s   | 2 h 17 min 41 s | 1 min 54 s   | 1 h 26 min 22 s |
| 8       | 4 h 20 min 55 s | Julie Dibens      | Royaume-Uni | 25 min 16 s  | 2 min 21 s   | 2 h 16 min 19 s | 1 min 56 s   | 1 h 35 min 03 s |
| 9       | 4 h 21 min 18 s | Nina Kraft        | Allemagne   | 26 min 33 s  | 2 min 20 s   | 2 h 26 min 20 s | 2 min 08 s   | 1 h 23 min 57 s |
| 10      | 4 h 22 min 55 s | Emma-Kate Lidbury | Royaume-Uni | 27 min 21 s  | 2 min 11 s   | 2 h 20 min 10 s | 2 min 09 s   | 1 h 31 min 04 s |
| Source: |                 |                   |             |              |              |                 |              |                 |